# Дир Ајланд (Орегон)
Дир Ајланд (енгл. Deer Island) насељено је место без административног статуса у америчкој савезној држави Орегон.

## Демографија
По попису из 2010. године број становника је 294.
| Група             | 2000.    | 2010.       |
| Белци             | 0 (0,0%) | 270 (91,8%) |
| Афроамериканци    | 0 (0,0%) | 0 (0,0%)    |
| Азијати           | 0 (0,0%) | 1 (0,3%)    |
| Хиспаноамериканци | 0 (0,0%) | 13 (4,4%)   |
| Укупно            | 0        | 294         |